# David Frost
Sir David Paradine Frost OBE (7 d'abril de 1939 - 31 d'agost de 2013) fou un periodista, escriptor i presentador britànic.
Va presentar diversos programes d'actualitat d'èxit a la Gran Bretanya i als Estats Units durant els anys 60 i 70 pels quals arribà a assolir gran popularitat. Va esdevenir mundialment famós arran d'una sèrie d'entrevistes a l'ex-President dels Estats Units Richard Nixon el 1977 on va trencar el silenci després de l'Escàndol Watergate que el va forçar a dimitir. El 2006 es va estrenar l'obra de teatre Frost/Nixon i el 2008 una pel·lícula del mateix nom sobre aquestes entrevistes.